# Trichotrigona extranea
Trichotrigona extranea är en biart som beskrevs av Camargo och Jesus Santiago Moure 1983. Trichotrigona extranea ingår i släktet Trichotrigona och familjen långtungebin. Inga underarter finns listade i Catalogue of Life.